# Пунакхский договор
Пунакхский договор — соглашение, подписанное 8 января 1910 года британским советником по политическим вопросам (политическим офицером)  Чарльзом Альфредом Беллом и королём Бутана Угьеном Вангчуком. Не являлось отдельным документом, а представляло собой поправку к Синчиласкому договору, действовавшему с 1865 года. Согласно договору, Британия гарантировала Бутану независимость и брало под свой контроль международные отношения королевства. Благодаря этому соглашению Бутан подтвердил, что относится к небольшому числу азиатских стран, никогда не бывших захваченными колониальной державой.

## Предыстория
В 1864—1865 годах Британская империя и Королевство Бутан состояли в войне, завершившейся поражением Бутана. По итогам войны королевство было вынуждено уступить англичанам часть территорий. В 1865 году Бутан и Британия подписали соглашение, согласно которому Бутан был вынужден уступить победителю семь дуаров на территории Ассама и одиннадцать — Бенгалии. К началу XX века был поднят вопрос о новом договоре. В 1907 году Угьен Ванчгук объединил общество и был единогласно избран религиозными и политическими деятелями королём Бутана.

## Последствия
В августе 1947 года, когда Индия провозгласила независимость от Британии, соглашение перестало действовать. Бутан был поставлен перед выбором: вступить в Индийский Союз или сохранить суверенитет. Королевство выбрало второе, и 8 августа 1949 года его независимость была признана Индией. 23 апреля 1948 года бутанская делегация, возглавляемая главным министром Бутана Сонам Тобгай Дорджи, посетила Индию и встретилась с премьер-министром Неру. Тогда были установлены двусторонние отношения между Королевством Бутан и Индией. 8 августа 1949 года был подписан договор о дружбе, по которому Индия возвращала королевству территории близ города Деотханг.